# Lesdain Churchyard
Lesdain Churchyard is een Britse militaire begraafplaats gelegen in de Franse plaats Lesdain (Noorderdepartement). De begraafplaats wordt onderhouden door de Commonwealth War Graves Commission.
De begraafplaats telt een Brits graf uit de Eerste Wereldoorlog.